# 牌楼镇 (池州市)
牌楼镇，是中华人民共和国安徽省池州市贵池区下辖的一个乡镇级行政单位。

## 行政区划
牌楼镇下辖以下地区：
牌楼村、竹溪村、佳山村、济公村、丰收村、青山村、神山村、穿山村、兰山村和大山村。